# Guitar Hero On Tour: Decades
Guitar Hero On Tour: Decades es un videojuego musical diseñado para la consola Nintendo DS, basado en la exitosa saga de juegos Guitar Hero. Ha sido desarrollado por Vicarious Visions y distribuido por RedOctane y Activision, al igual que su predecesor, el primer videojuego de Guitar Hero para la Nintendo DS, Guitar Hero: On Tour, del que hereda su modo de juego y accesorios.
Este Guitar Hero contempla la opción de poder jugar en red local y se podrán compartir en duelo de guitarra el Guitar Hero On Tour: Decades y Guitar Hero: On Tour.
Este juego fue dividido en 2 partes, porque al ser muy pesado no cabrían las 54 canciones en un cartucho.
La lista de canciones es la siguiente:
| Año  | Canción                                              | Intérprete(s)                | Tier       | Album                       |
| ---- | ---------------------------------------------------- | ---------------------------- | ---------- | --------------------------- |
| 1968 | Sympathy for the Devil                               | The Rolling Stones           | 1960s      | Beggars Banquet             |
| 1964 | You Really Got Me                                    | The Kinks                    | 1960s      | Kinks                       |
| 1968 | All Along the Watchtower                             | The Jimi Hendrix Experience  | 1960s      | Electric Ladyland           |
| 1968 | Sunshine of Your Love                                | Cream                        | 1960s      | Disraeli Gears              |
| 1965 | (The Who Sings) My Generation                        | The Who                      | 1960s      | The Who Sings My Generation |
| 1969 | Gimme Shelter                                        | The Rolling Stones           | 1960s      | Let It Bleed                |
| 1969 | Fortunate Son                                        | Creedence Clearwater Revival | 1960s      | Willy and the Poor Boys     |
| 1967 | Somebody To Love                                     | Jefferson Airplane           | 1960s      | Surrealistic Pillow         |
| 1975 | T.N.T.                                               | AC/DC                        | 1970s      | T.N.T.                      |
| 1977 | We Will Rock You                                     | Queen                        | 1970s      | News of the World           |
| 1970 | Have You Ever Seen the Rain?                         | Creedence Clearwater Revival | 1970s      | Pendulum                    |
| 1970 | Peace Frog                                           | The Doors                    | 1970s      | Morrison Hotel              |
| 1977 | The Passenger                                        | Iggy Pop                     | 1970s      | Lust for Life               |
| 1979 | Message in a Bottle                                  | The Police                   | 1970s      | Reggatta de Blanc           |
| 1970 | American Woman                                       | The Guess Who                | 1970s      | American Woman              |
| 1971 | Bang a Gong (Get It On)                              | T. Rex                       | 1970s      | Electric Warrior            |
| 1981 | Unchained                                            | Van Halen                    | 1980s      | Fair Warning                |
| 1983 | Foolin'                                              | Def Leppard                  | 1980s      | Pyromania                   |
| 1980 | Ace of Spades                                        | Motörhead                    | 1980s      | Ace of Spades               |
| 1980 | Crazy Train                                          | Ozzy Osbourne                | 1980s      | Blizzard of Ozz             |
| 1983 | Bang Your Head (Metal Health)                        | Quiet Riot                   | 1980s      | Metal Health                |
| 1984 | For Whom the Bell Tolls                              | Metallica                    | 1980s      | Ride the Lightning          |
| 1984 | I Wanna Rock                                         | Twisted Sister               | 1980s      | Stay Hungry                 |
| 1987 | Bathroom Wall                                        | Faster Pussycat              | 1980s      | Faster Pussycat             |
| 1998 | Iris                                                 | Goo Goo Dolls                | 1990s      | Dizzy up the girl           |
| 1992 | Friday I'm in Love                                   | The Cure                     | 1990s      | Wish                        |
| 1997 | Sex and Candy                                        | Marcy Playground             | 1990s      | Marcy Playground            |
| 1993 | Two Princes                                          | Spin Doctors                 | 1990s      | Pocket Full of Kryptonite   |
| 1997 | Good Riddance (Time of Your Life)                    | Green Day                    | 1990s      | Nimrod                      |
| 1993 | Cryin'                                               | Aerosmith                    | 1990s      | Get a Grip                  |
| 1994 | Sabotage                                             | Beastie Boys                 | 1990s      | Ill Communication           |
| 1991 | The Unforgiven                                       | Metallica                    | 1990s      | The Black Album             |
| 2004 | American Idiot                                       | Green Day                    | 2000s      | American Idiot              |
| 2006 | Dani California                                      | Red Hot Chili Peppers        | 2000s      | Stadium Arcadium            |
| 2008 | Use Somebody                                         | Kings of Leon                | 2000s      | Only by the Night           |
| 2002 | Cochise                                              | Audioslave                   | 2000s      | Audioslave                  |
| 2004 | Fall to Pieces                                       | Velvet Revolver              | 2000s      | Contraband                  |
| 2007 | What I've Done                                       | Linkin Park                  | 2000s      | Minutes to Midnight         |
| 2000 | Down with the Sickness                               | Disturbed                    | 2000s      | The Sickness                |
| 2003 | Can't Stop                                           | Red Hot Chili Peppers        | 2000s      | By The Way                  |
| 2014 | Lazaretto                                            | Jack White                   | 2010s      | Lazaretto                   |
| 2013 | Girls                                                | The 1975                     | 2010s      | The 1975                    |
| 2011 | Rope                                                 | Foo Fighters                 | 2010s      | Wasting Light               |
| 2013 | My Songs Know What You Did in the Dark (Light Em Up) | Fall Out Boy                 | 2010s      | Save Rock and Roll          |
| 2010 | Tighten Up                                           | The Black Keys               | 2010s      | Brothers                    |
| 2009 | ...Uprising                                          | Muse                         | 2010s      | The Resistance              |
| 2011 | Under Cover of Darkness                              | The Strokes                  | 2010s      | Angles                      |
| 2009 | Sundial                                              | Wolfmother                   | 2010s      | Cosmic Egg                  |
| 1969 | I Wanna be Your Dog                                  | The Stooges                  | Bonus Tier | The Stooges                 |
| 1975 | Hair of the Dog                                      | Nazareth                     | Bonus Tier | Hair of the Dog             |
| 1987 | Indians                                              | Anthrax                      | Bonus Tier | Among the Living            |
| 1999 | Californication                                      | Red Hot Chili Peppers        | Bonus Tier | Californication             |
| 2005 | Dimension                                            | Wolfmother                   | Bonus Tier | Wolfmother                  |
| 2015 | Let's Go                                             | Def Leppard                  | Bonus Tier | Def Leppard                 |

- Datos: Q2563834